# Полифениленсульфид
Полифениленсульфи́д, полипарафениленсульфид, ритон, ПФС, PPS — полимер линейного строения в молекуле которого чередуются бензольные кольца связанные в параположении с атомами серы.
В отличие от других полимеров, материал отличается повышенной жёсткостью, высокой прочностью и износостойкостью. Стоек к ударным нагрузкам и к растрескиванию.
Полифениленсульфид нетоксичен, имеет высокую стойкость к горюче-смазочным материалам и малое водопоглощение.
Изделия из полифениленсульфида способны длительно функционировать в условиях высоких температур и воздействия агрессивных сред при температуре до 235 °С.
Применяется для изготовления плёнок, нитей, волокнистых фильтров, как конструкционный материал.
Характерный внешний признак монолитных изделий изготовленных из полифениленсульфида — металлический звук при ударах по ним.

## История
В 1888 г. Ш. Фридель и Д. М. Крафтс синтезировали полифениленсульфид, это было одним из самых ранних синтезов полимеров.
С 1940 г. начались попытки промышленного производства материала, но только в 1967 г. исследователи Эдмондс и Хилл из Phillips Petroleum Company разработали промышленный метод синтеза полимера из 1,4-дихлорбензола и сульфида натрия, с этого началась его широкая продажа.
Впервые волокно из ПФС было изготовлено в 1973 г. компанией Philips Fibers.
В 1973 г. Chevron Phillips в Техасе открыл первый завод по его производству, продукту присвоили торговое наименование «ритон». Сейчас «ритоном» называют литьевой прессованный полифениленсульфид.
После истечения срока действия основных патентов на синтез полифениленсульфида в 1984 г. разными производителями во всем мире были построены новые заводы для его производства. Тогда же появились продукты с линейной цепной структурой молекул полимера, в отличие от ранее выпускавшихся модификаций с пространственно сшитыми молекулами.

## Получение
Получают взаимодействием сульфида натрия с парадихлорбензолом:
{\displaystyle {\ce {Cl-C6H4-Cl\ +Na2S->1/n\ {(C6H4-S-)_{n}}+2NaCl}}}.

## Свойства
ПФС — полукристаллический пластик с улучшенными свойствами. Связь ароматических ядер через атомы серы образует особенно химически инертные и стойкие полимеры, высокие механические свойства которых сохраняются даже при температурах, значительно превышающих 200 °C, допускает длительную эксплуатацию при температуре до 230 °C, в зависимости от механической нагрузки, имеет низкую склонность к ползучести даже при высоких температурах. Температура плавления 285 °С.
В течение короткого времени выдерживают механические нагрузки при температуре до 270 °С.
Другой выдающейся особенностью полимера является высокая химическая стойкость практически ко всем растворителям, многим кислотам и щелочам, а также к кислороду воздуха даже при высоких температурах.
Имеет очень низкое водопоглощение, хорошую стабильностью размеров и термостойкость.
ПФС имеет отличные диэлектрические свойства, практически непроницаем для большинства жидкостей и газов.
ПФС хороший диэлектрик, но путём специальной химической обработки и легирования из него можно получить органический полупроводник.
Выпускаются два основных типа ПФС: линейный и пространственно-сшитый. В то время как разветвлённые полимерные цепи в сшитом PPS обратимо связаны через точки сшивания, цепи малоразветвленного линейного полимера присоединяются к высокоупорядоченной молекулярной сверхструктуре. Эти два типа структур влияют прежде всего на механические свойства. Так, линейный ПФС имеет более высокую прочность и удлинение при разрыве, чем сшитый.

## Применение
Полифениленсульфид в основном используются для деталей с повышенными требованиями к механическим, электрическим, термическим свойствам и химической стойкости в агрессивных средах в электронике и транспортных средствах.
В расплавленном состоянии долго сохраняет высокую текучесть, поэтому допускает изготовление сложных тонкостенных изделий в пресс-формах.
Вытягиванием из расплава могут быть получены вытянутые отдельные волокна, многоволоконные нити.
Раздувом расплавленного полимера можно получать штапельное волокно, поддающееся прядению, а также волокнистые нетканые материалы.
ПФС линейного строения может быть переработан в изделия компоненты с помощью выдувное формования, экструзии, литья под давлением (около 80 % изделий изготавливаются методом литьём под давлением). Сшитые типы ПФС менее технологичны и ограниченно поддаются литью под давлением и очень ограниченно экструзии.
Ткани и волокнистые нетканые материалы обладают превосходной термостойкостью и могут использоваться длительно при температуре до 190 °C (кратковременно до 230 °C) без существенных повреждений. Волокно является термостойким, не поддерживает горение, плавится при 285 °C, имеет хорошую химическую стойкость в неокисляющей среде до 200 °С, но разрушается в сильных окислителях.
Благодаря низкому водопоглощению (<0,1 %), устойчивости к гидролизу и термостойкости волокнистые материалы из ПФС используются для изготовления нетканых фильтров для пылеулавливания из горячего газа в газоочистке угольных котлов, на мусоросжигательных заводах, а также в качестве фильтровальных тканей для мокрой фильтрации.
Из него изготавливают плёночные конденсаторы (Polyphenylene sulfide (PPS) capacitors).
В 2007 г. мировое производство ПФС составило не менее 50 тыс. тонн.